# Provisionele Representanten van het Volk van Holland

Beeldmerk van de Provisionele Representanten van het Volk van Holland. De Hollandse Leeuw staat in de Hollandse tuin en houdt een lans vast met daarop een vrijheidshoed. Aan de lans is een strik bevestigd, waaraan een schildje hangt met het wapen van het gewest Holland.

Provisionele Representanten van het Volk van Holland was de naam van het hoogste bestuursorgaan van het gewest Holland, ingesteld in 1795. Zij namen tijdens de Bataafse Revolutie de macht over van de Staten van Holland en West-Friesland en een van hun eerste besluiten was de afschaffing daarvan. Vervolgens voerden zij in korte tijd een aantal belangrijke staatskundige hervormingen door. Het college heeft bestaan tot 1796, toen het werd opgevolgd door het Provinciaal Bestuur van Holland (1796-1798).

Het gewest Holland in de Bataafse Republiek in 1795

## Oprichting
Op een uitnodiging van het Amsterdams Comité Revolutionair verschenen op 24 januari 1795 vertegenwoordigers van veertien van de achttien stemhebbende steden van het gewest Holland in Amsterdam, om te beraadslagen over een radicale bestuurlijke vernieuwing op gewestelijk niveau. Zij besloten naar Den Haag te gaan om tot oprichting over te gaan van de Provisionele Representanten van het Volk van Holland.
Twaalf van de achttien stemhebbende steden van het gewest Holland besloten op 26 januari 1795 in het oude doelengebouw van het Sint-Jorisgilde aan het Tournooiveld te Den Haag tot het oprichten van de Provisionele Representanten van het Volk van Holland. Ze vormden hiermee een algemeen bestuur van Holland als opvolging van de Staten van Holland en West-Friesland, om een bestuursvacuüm op te vangen totdat kon worden besloten tot het instellen van een Nationale Vergadering. De ondertekenende steden waren Alkmaar, Amsterdam, Delft, Dordrecht, Enkhuizen, Gouda, Haarlem, Leiden, Monnickendam, Purmerend, Rotterdam en Schiedam. Op de vergadering werd tevens met algemene stemmen de Rotterdamse afgevaardigde Pieter Paulus tot voorzitter gekozen en de Schiedammer Gozewijn Jan Loncq tot vicevoorzitter. De steden die niet waren komen opdagen, Brielle, Edam, Gorinchem, Hoorn en Schoonhoven, werden opgeroepen om maximaal vier personen, of zoveel minder als hun plaatselijke situatie noodzakelijk maakte, af te vaardigen naar de vergadering. Na een pauze zetten de afgevaardigden de vergadering voort in het logement van de stad Haarlem, gelegen op een steenworp afstand aan de Korte Vijverberg. Hier droeg men de stadsbode van Den Haag op om raadpensionaris Laurens Pieter van de Spiegel te sommeren om de Statenzaal van Holland op het Binnenhof in gereedheid te laten brengen voor de vergadering die zij daar 's avonds zouden houden. Aldaar bijeengekomen verkoos de vergadering de vertegenwoordigers Cornelis de Lange uit Gouda en Jacobus Spoors uit Leiden tot secretarissen.
Den Haag, hoewel qua omvang en economie een van de grote plaatsen in Holland, had nooit het stadsrecht ontvangen en zitting kunnen nemen in het bestuur van het gewest Holland en werd dientengevolge uitgesloten van deelname aan de besluitvorming. Na enige tijd zou ook het platteland afgevaardigden mogen sturen en daarmee ook Den Haag, dat nog steeds tot die categorie werd gerekend. Met de afschaffing van het stadsrecht later dat jaar kwam een eind aan een belangrijk onderscheid tussen stad en dorp.

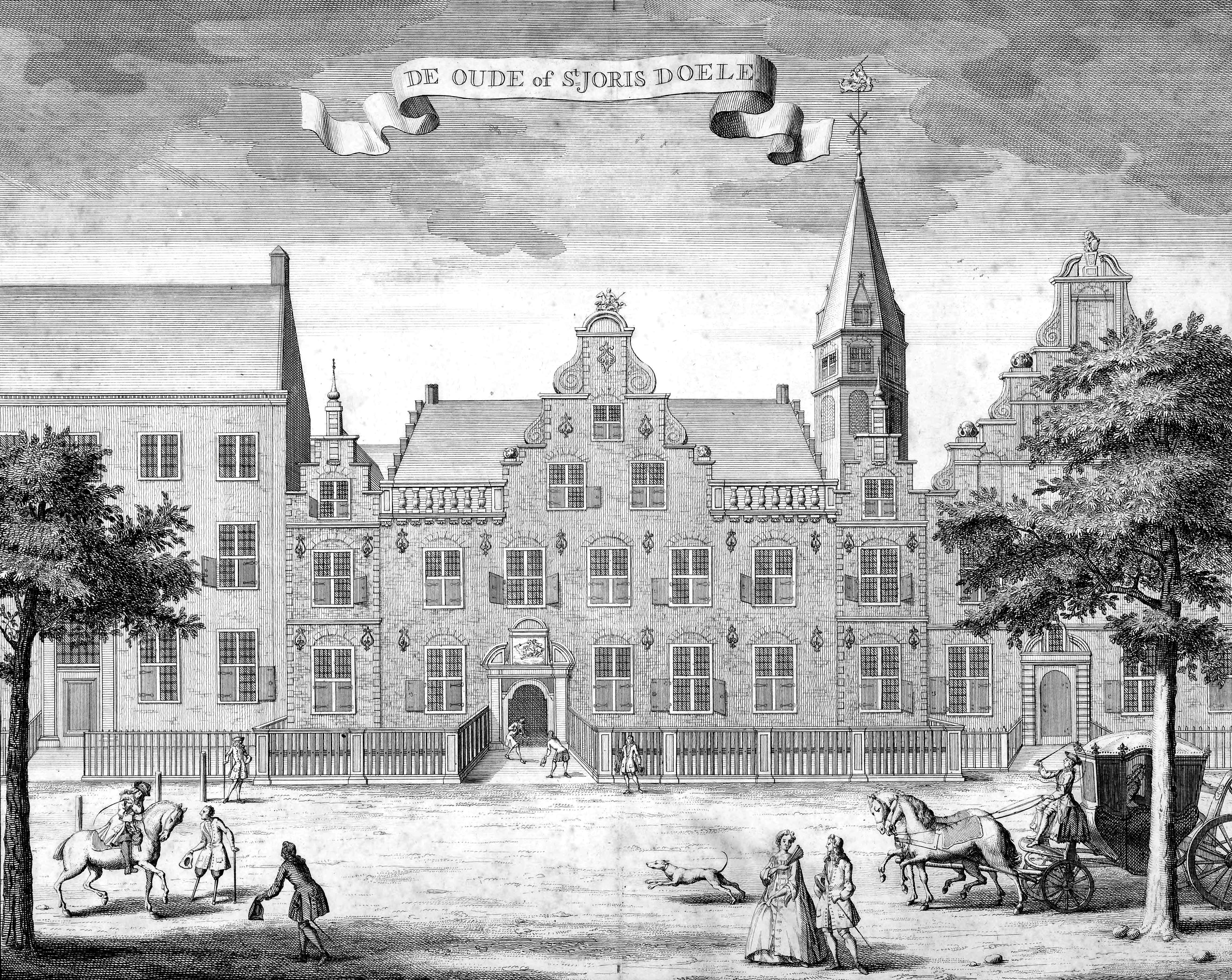
De Haagse Sint-Jorisdoelen, op 26 januari 1795 de locatie voor de oprichtingsvergadering

## Gevangenschap raadpensionaris Van de Spiegel
Op 28 januari 1795 besloten de Provisionele Representanten van het Volk van Holland om raadpensionaris en grootzegelbewaarder Van de Spiegel te ontslaan en van hem het grootzegel en alle charters en papieren toebehorend aan zijn ambt en de Staten, in beslag te nemen. Zes dagen later zou Van de Spiegel worden gearresteerd en vastgezet in de Gevangenpoort, waar ook graaf Willem Bentinck opgesloten zat, de Haagse baljuw en een vurig Oranje-aanhanger. Van de Spiegel zou op 16 oktober van datzelfde jaar worden overgebracht naar Huis ten Bosch in Maarssen en 10 februari 1796 naar het Kasteel van Woerden, waar hij nog drie jaren in gevangenschap doorbracht.

## Organisatie

Comités van de Provisionele Representanten van het Volk van Holland

Namens elk bestuursorgaan mochten maximaal vier personen worden afgevaardigd, al waren het er in de praktijk vaak minder. Soms werd besloten om dit werk te rouleren onder de leden. De Provisionele Representanten van het Volk van Holland werkten met een gedecentraliseerde organisatie, waarbij comités bepaalde vaste taken uitvoerden die aan hun waren gedelegeerd. Daarvan hebben er vijftien bestaan. Het belangrijkste comité, dat  werkte volgens de instructie van de Gecommitteerde Raden van Holland uit 1751, was het  Comité van Algemeen Welzijn en bestond na verloop van tijd uit twaalf leden. De comités zouden actief blijven tot april 1796, toen hun taken werden overgenomen door de nieuw gekozen Nationale Vergadering.

## Besluiten
De Provisionele Representanten van het Volk van Holland namen een reeks ingrijpende besluiten, die van grote invloed zouden zijn op de staatkundige vormgeving van het latere Koninkrijk der Nederlanden:
- openlijke verklaring van de soevereiniteit van het Volk van Holland
- afkondiging van de Rechten van de Mens en de Burger
- kiesrecht voor de (mannelijke) ingezetenen voor de vertegenwoordigers van hun steden en dorpen
- introductie van een hoofdelijke stemming in de vergadering, niet langer per stad
- afschaffing van de ambten van stadhouder en raadpensionaris
- afschaffing van de in 1787 ingestelde Eed op de Constitutie
- afschaffing van de Staten van Holland en West-Friesland, met inbegrip van de eerste stand, de Ridderschap
- afschaffing van het stadsrecht

## Galerij

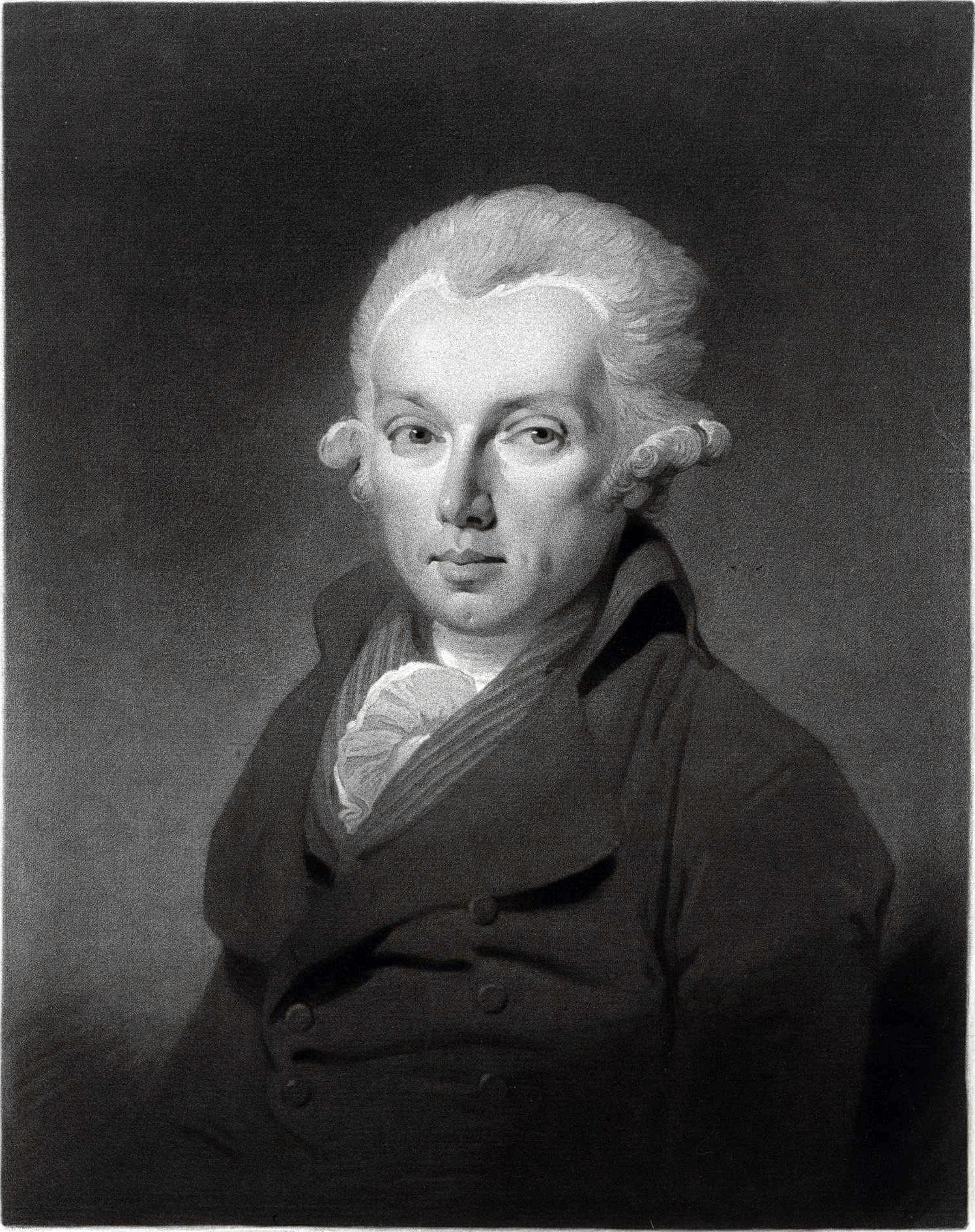
Pieter Paulus, voorzitter van de Provisionele Representanten van het Volk van Holland, geportretteerd door Charles Howard Hodges
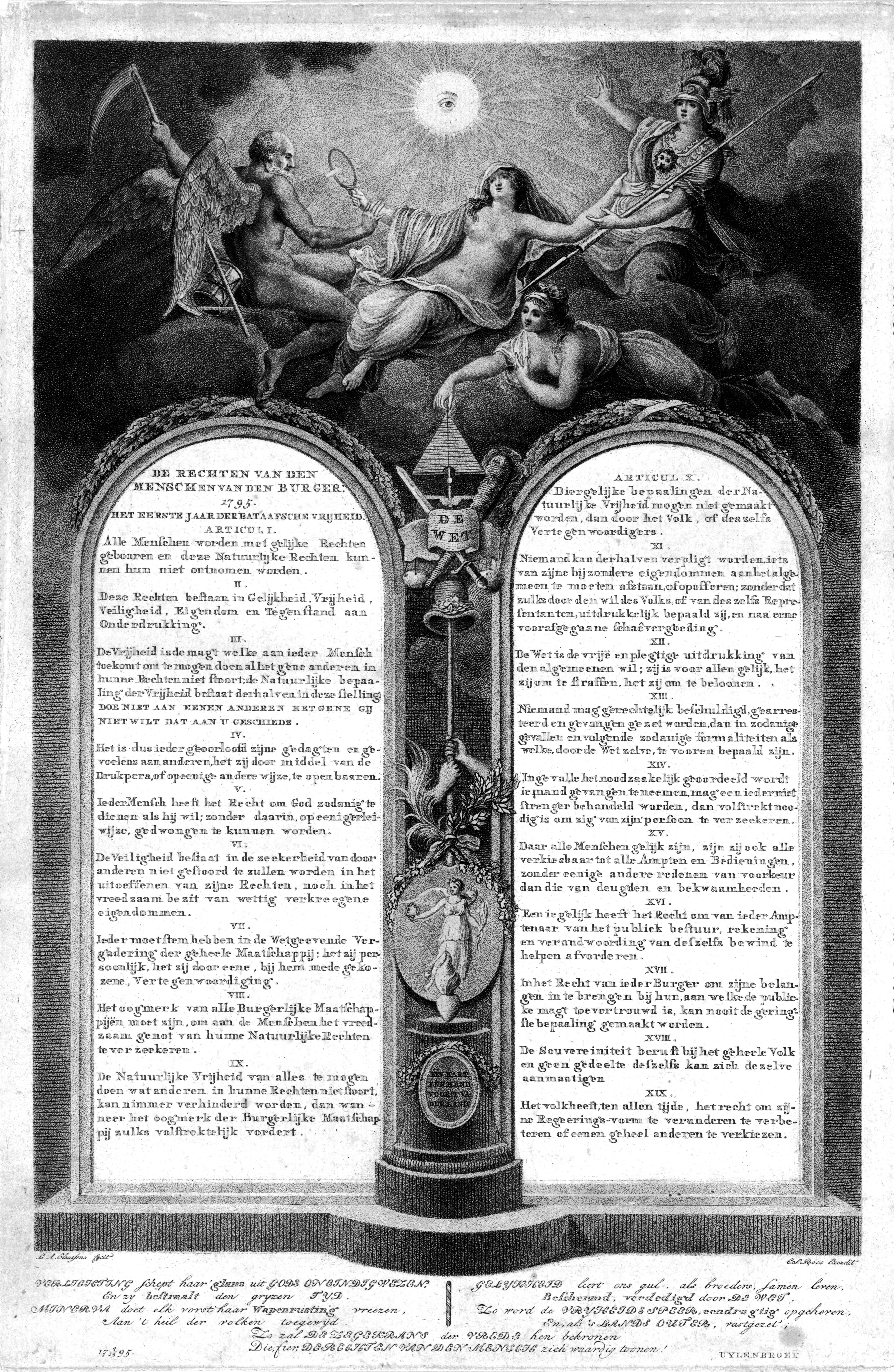
Rechten van de Mens en de Burger, afgekondigd op 31 januari 1795 in Den Haag, gepresenteerd als de tien geboden op de “tafelen der wet”. Lambertus Antonius Claessens
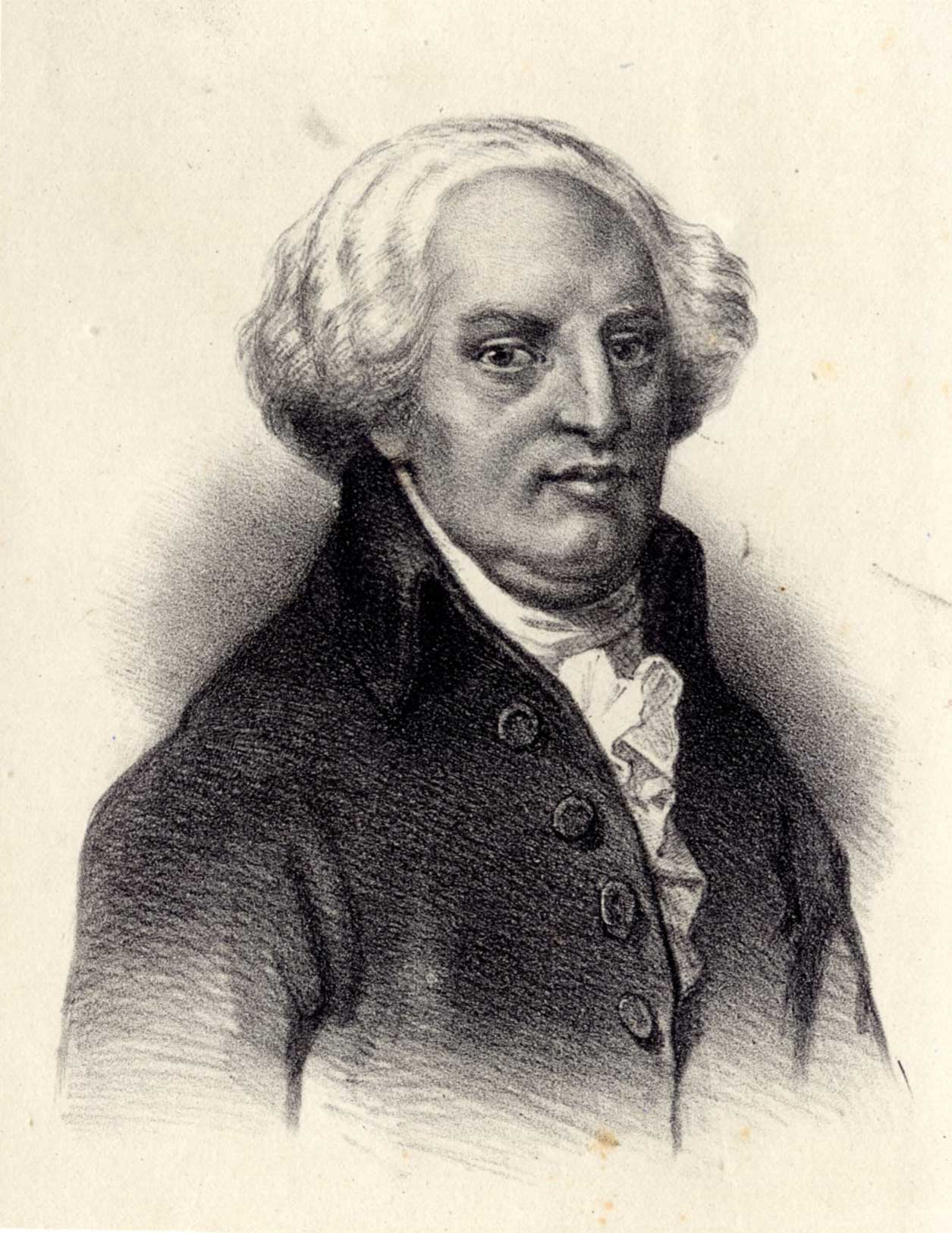
Cornelis de Lange, secretaris van de Provisionele Representanten van het Volk van Holland, geportretteerd door Piet Schipperus
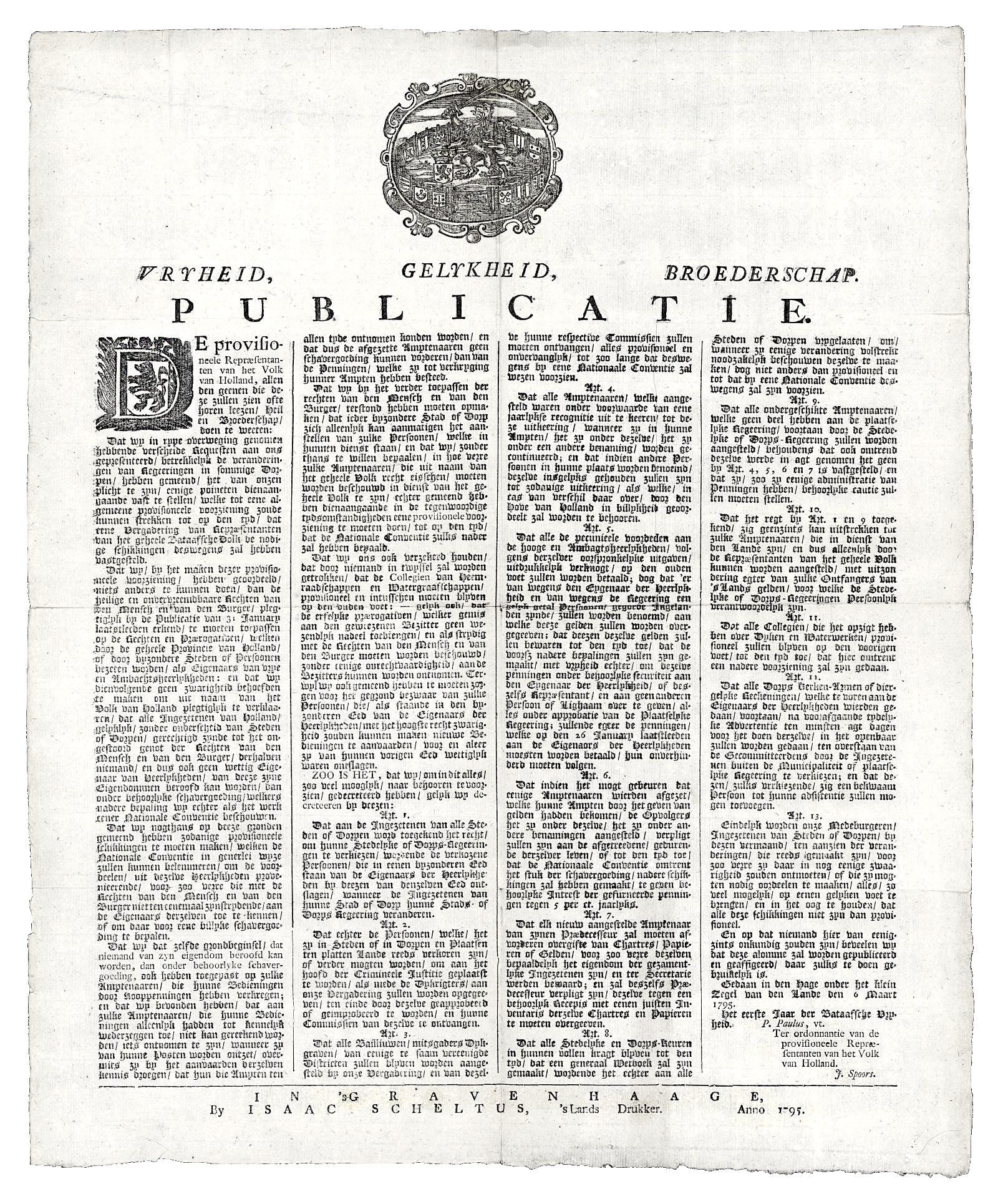
Bekendmaking van enkele decreten van de Provisionele Representanten van het Volk van Holland. 6 maart 1795.
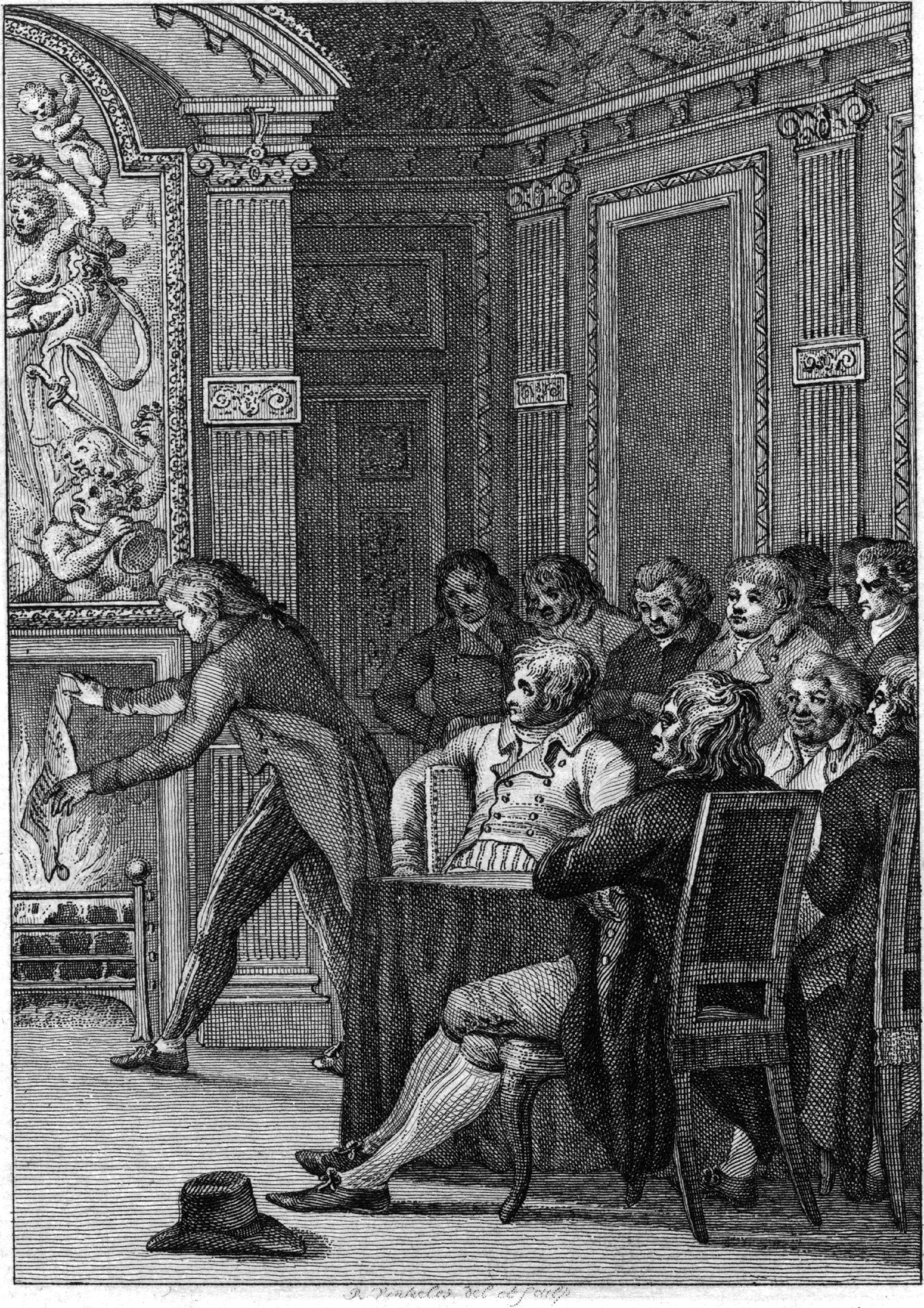
16 februari 1795: Provisioneel Representant Daniël van Laer verbrandt de Akte van Garantie, die het erfelijk stadhouderschap garandeerde aan het Huis van Oranje. Gravure gemaakt door Reinier Vinkeles
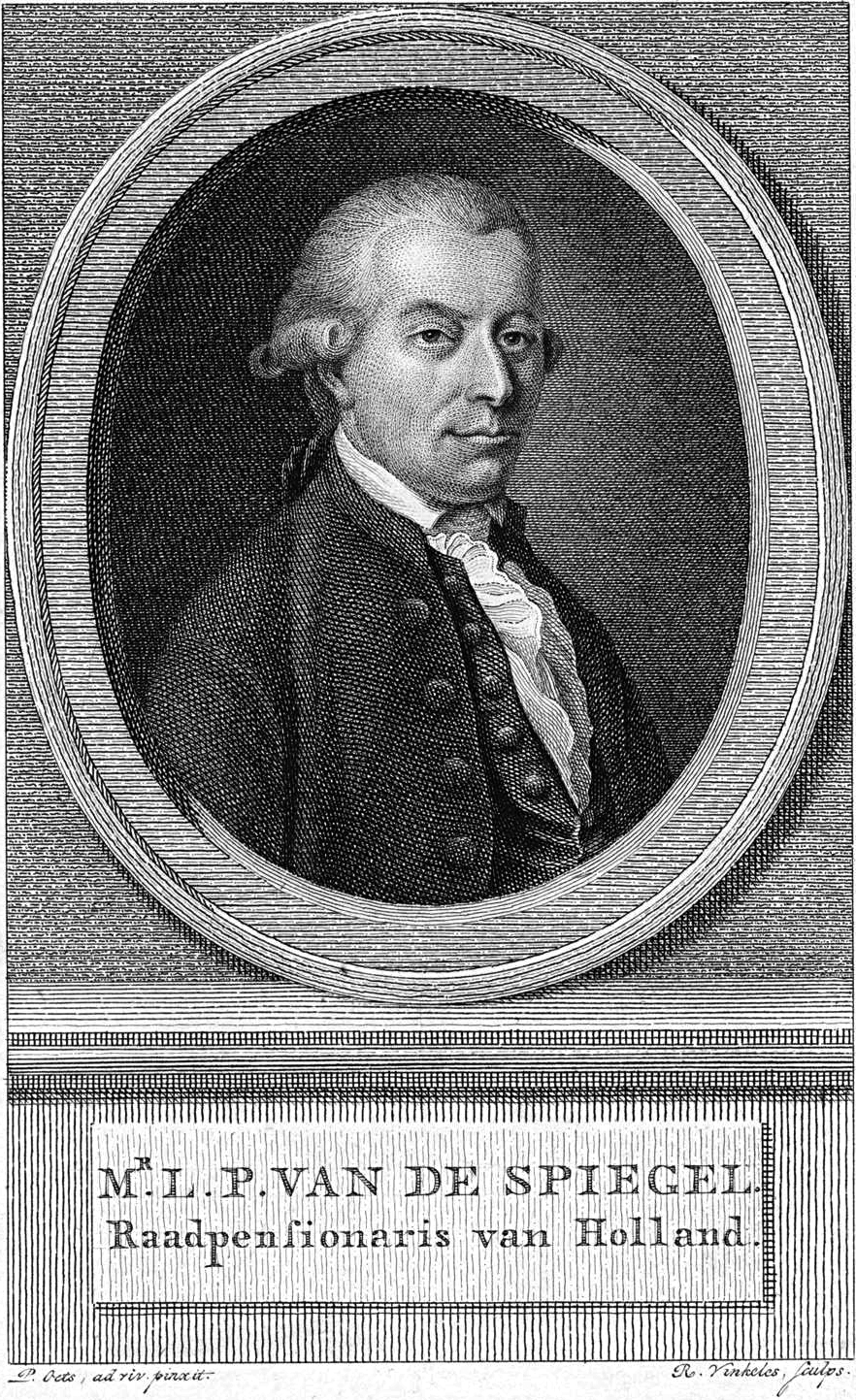
Laurens Pieter van de Spiegel. Gravure gemaakt door Reinier Vinkeles